# Adrian Smith
Adrian Smith (teljes nevén Adrian Frederick Smith) (London, 1957. február 27. –) angol gitáros, aki az Iron Maiden tagjaként vált ismertté az 1980-as évek közepén. 1990-ben lépett ki az együttesből és saját zenekart alapított ASAP néven (Adrian Smith and Project). Később az Iron Maidenből szintén távozó énekes Bruce Dickinson szólólemezein játszott. Mindketten 1999-ben tértek vissza az Iron Maidenbe.

## Diszkográfia

### Urchin
- Black Leather Fantasy (1977) – kislemez
- She's A Roller (1977) – kislemez
- Urchin (2004) – válogatás

### Iron Maiden
- Killers (1981)
- The Number of the Beast (1982)
- Piece of Mind (1983)
- Powerslave (1984)
- Somewhere in Time (1986)
- Seventh Son of a Seventh Son (1988)
- Brave New World (2000)
- Dance of Death (2003)
- A Matter of Life and Death (2006)
- The Final Frontier (2010)
- The Book of Souls (2015)

### A.S.A.P.
- Silver and Gold (1989)

### Psycho Motel
- State of Mind (1996)
- Welcome to the World (1997)

### Bruce Dickinson
- Accident of Birth (1997)
- The Chemical Wedding (1998)
- Scream for Me Brazil (1999) – koncert

## Könyve magyarul
- Folyók és sziklák szörnyei. Az Iron Maiden őrült pecása; ford. Illés Róbert; Trubadur, Bp., 2021